# 18263 Anchialos
A 18263 Anchialos (ideiglenes jelöléssel 5167 T-2) egy kisbolygó a Naprendszerben. Cornelis Johannes van Houten,   Ingrid van Houten-Groeneveld és Tom Gehrels fedezte fel 1973. szeptember 25-én.